# Total reelle Untermannigfaltigkeit
Total reelle Untermannigfaltigkeiten kommen in der komplexen Geometrie, einem Teilgebiet der Mathematik, vor.
Sie verallgemeinern das Konzept, den reellen Vektorraum {\displaystyle \mathbb {R} ^{n}} als Unterraum des komplexen Raumes {\displaystyle \mathbb {C} ^{n}} aufzufassen.

## Definition
Es sei {\displaystyle (M,J)} eine fastkomplexe Mannigfaltigkeit.
Das heißt, {\displaystyle J\colon TM\to TM} ist eine glatte Abbildung des Tangentialbündels von {\displaystyle M} auf sich derart, dass die Einschränkungen {\displaystyle J|_{T_{x}M}\colon T_{x}M\to T_{x}M}, für alle {\displaystyle x\in M}, Vektorraumautomorphismen sind und {\displaystyle J|_{T_{x}M}\circ J|_{T_{x}M}=-\operatorname {id} _{T_{x}M}} genügen.
Eine immersierte Untermannigfaltigkeit {\displaystyle N} von {\displaystyle M} heißt nun total reell, wenn {\displaystyle T_{y}N\cap J(T_{y}N)={\vec {0}}} für alle {\displaystyle y\in N} gilt.
Von all den Vektoren, die im Punkt {\displaystyle y} tangential zu {\displaystyle N} liegen, bildet die fastkomplexe Struktur {\displaystyle J} also ausschließlich den Nullvektor wieder auf einen Tangentialvektor von {\displaystyle N} ab.
Anschaulich gesprochen haben die Punkte von {\displaystyle N} also nur „reelle“ Tangentialvektoren und keine tatsächlich „komplexen“.

## Beispiele
- {\displaystyle \mathbb {R} ^{n}\subset \mathbb {C} ^{n}} ist total reell.
- Eine Lagrangesche Untermannigfaltigkeit einer symplektischen Mannigfaltigkeit ist total reell.